# Edward C. Waller III

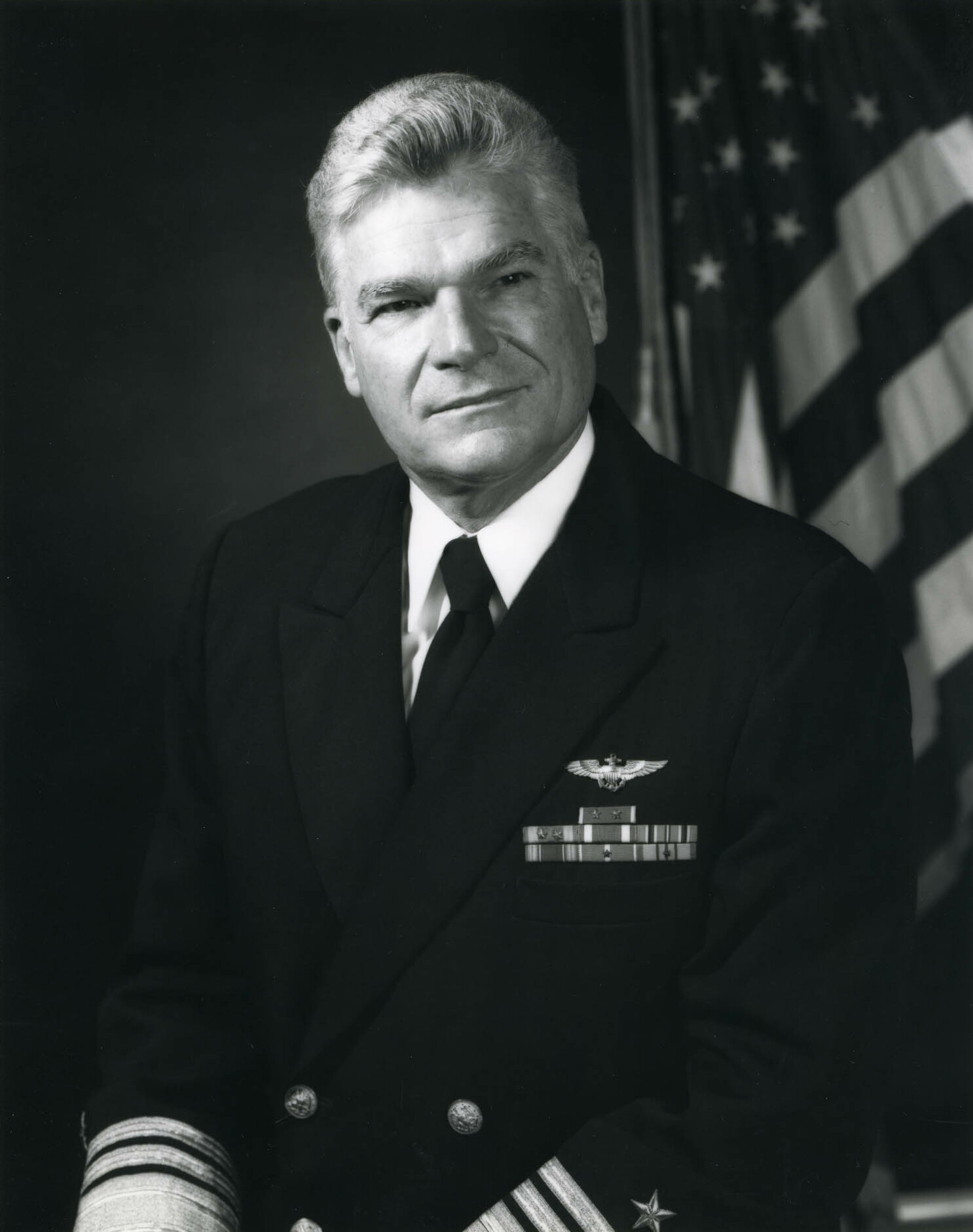
Edward C. Waller III

Edward Carson Waller III (* 24. Januar 1926 in Chicago, Illinois; † 2. März 2021 in Annapolis, Anne Arundel County, Maryland) war ein Vizeadmiral der United States Navy. Er war unter anderem Leiter (Superintendent) der United States Naval Academy (USNA).

## Leben
Edward C. Waller III war ein Sohn von Edward C. Waller, Jr. und dessen Frau Miriam Hall, wuchs aber bei der Familie der Schwester seiner Mutter, Marcia Hall und deren Mann Louis D. Millen, in Coronado in Kalifornien auf, wo er die öffentlichen Schulen besuchte. Anschließend absolviert er die Naval Academy Preparatory School in Bainbridge in Maryland. Im Jahr 1949 absolvierte er die United States Naval Academy in Annapolis in Maryland. In der amerikanischen Kriegsmarine durchlief er anschließend alle Offiziersränge bis zum Vizeadmiral.
Im Lauf seiner militärischen Karriere absolvierte er verschiedene Kurse und Schulungen. Dazu gehörten unter anderem eine Ausbildung zum Marinepiloten; die Naval Postgraduate School in Montery in Kalifornien; das Naval War College in Newport in Rhode Island; die Naval Test Pilot School auf der Naval Air Station an der Mündung des Patuxent River in Maryland und das Industrial College of the Armed Forces in Fort Lesley J. McNair, Washington, D.C.
Im September 1951 wurde er der Patrol Squadron 50 zugeteilt. Im weiteren Verlauf war er zwei Mal im Koreakrieg eingesetzt. In den folgenden Jahren war er in unterschiedlichen Funktionen bei verschiedenen Admiralstäben tätig. Dazwischen absolvierte er die erwähnten Schulen. Im Jahr 1970 erhielt er das Kommando über das militärische Frachtschiff USS Charleston. Mit diesem wurden unter anderem Nachschubgüter für den Vietnamkrieg transportiert.
Im Jahr 1971 erreichte er die Admiralsränge. In der Folge kommandierte er die Lufteinheiten der Pazifikflotte (Commander Fleet Air Wings Pacific). Dann war er Stabsoffizier bei den Einheiten zur Bekämpfung von U-Booten (Anti-submarine warfare, ASW). Zwischen Oktober 1979 und August 1981 kommandierte er die 3. Flotte, die in Pearl Harbor in Hawaii stationiert war und der United States Pacific Fleet unterstand.
Am 22. August 1981 übernahm Edward Waller als Nachfolger von William P. Lawrence als Superintendent die Leitung der Marineakademie in Annapolis. Dieses Amt bekleidete er bis zum 31. August 1983 als Charles R. Larson seine Nachfolge antrat. Anschließend schied er aus dem aktiven Militärdienst aus.
Nach seiner Pensionierung wurde er Mitglied im Vorstand der Firma Lockheed. Dort verblieb er bis zum Jahr 1991. Danach wurde er Vorstandsmitglied einer Technologie-Firma, die im Großraum um Washington D.C. tätig war. Er verbrachte seinen Lebensabend in Maryland. Der seit 1950 mit Margaret Clifton Gelly (1930–2013) verheiratete Offizier starb am 2. März 2021 und wurde auf dem Friedhof der Marineakademie in Annapolis beigesetzt.

## Orden und Auszeichnungen
Edward Waller erhielt im Lauf seiner militärischen Laufbahn unter anderem die Navy Distinguished Service Medal und den Orden Legion of Merit.